# Velîki Moșkivți, Andrușivka
Velîki Moșkivți (în ucraineană Великі Мошківці) este o comună în raionul Andrușivka, regiunea Jîtomîr, Ucraina, formată numai din satul de reședință.

## Demografie
Componența lingvistică a satului Velîki Moșkivți
     Ucraineană (98,31%)
     Alte limbi (1,68%)
Conform recensământului din 2001, majoritatea populației satului Velîki Moșkivți era vorbitoare de ucraineană (98,31%), existând în minoritate și vorbitori de alte limbi.